# Xã Camden, Quận Schuyler, Illinois
Xã Camden (tiếng Anh: Camden Township) là một xã thuộc quận Schuyler, tiểu bang Illinois, Hoa Kỳ. Năm 2010, dân số của xã này là 229 người.